# Schönwies
Schönwies est une commune autrichienne du district de Landeck dans le Tyrol.

## Galerie

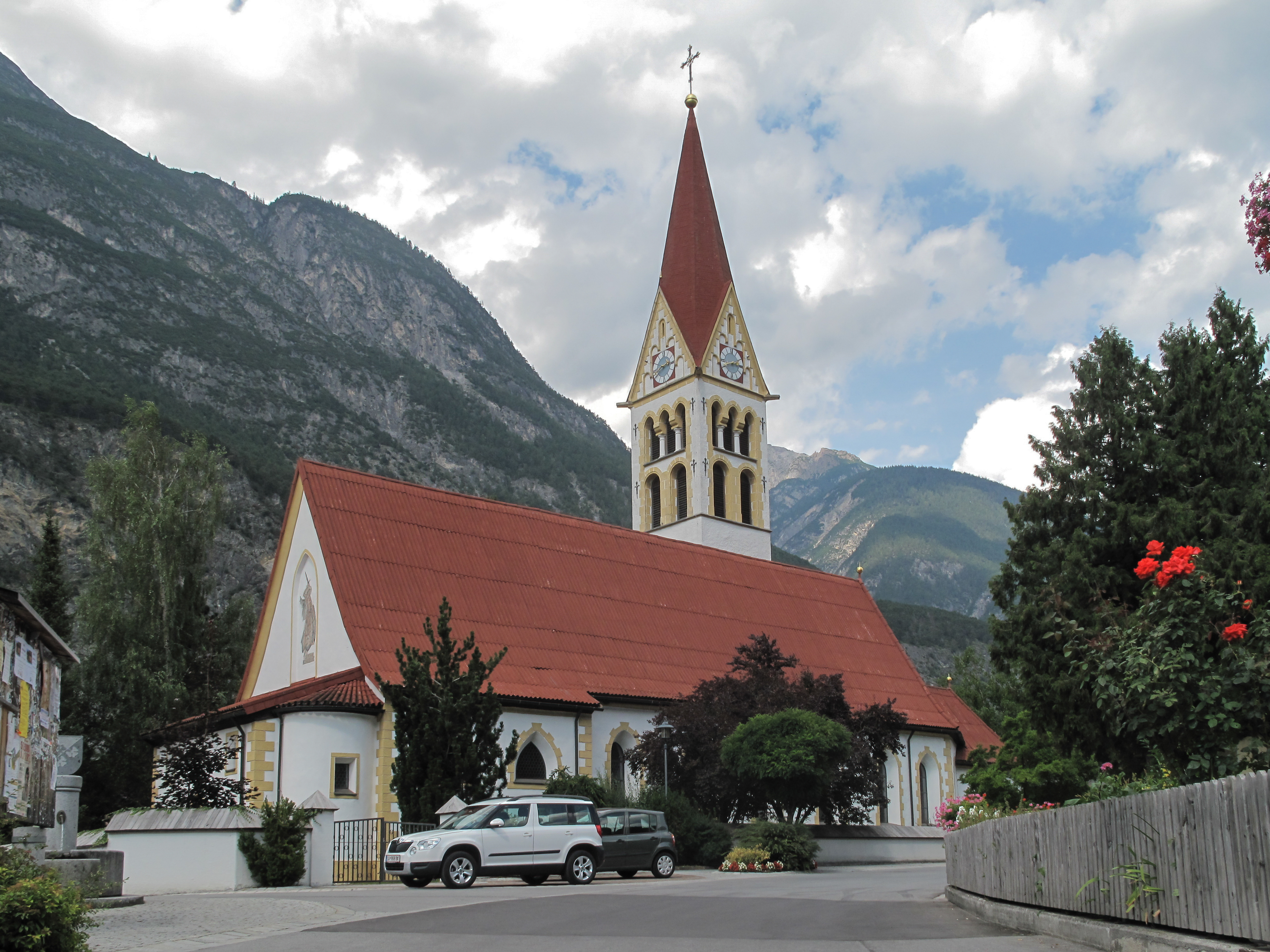
Schönwies, église: Pfarrkirche Sankt Michael
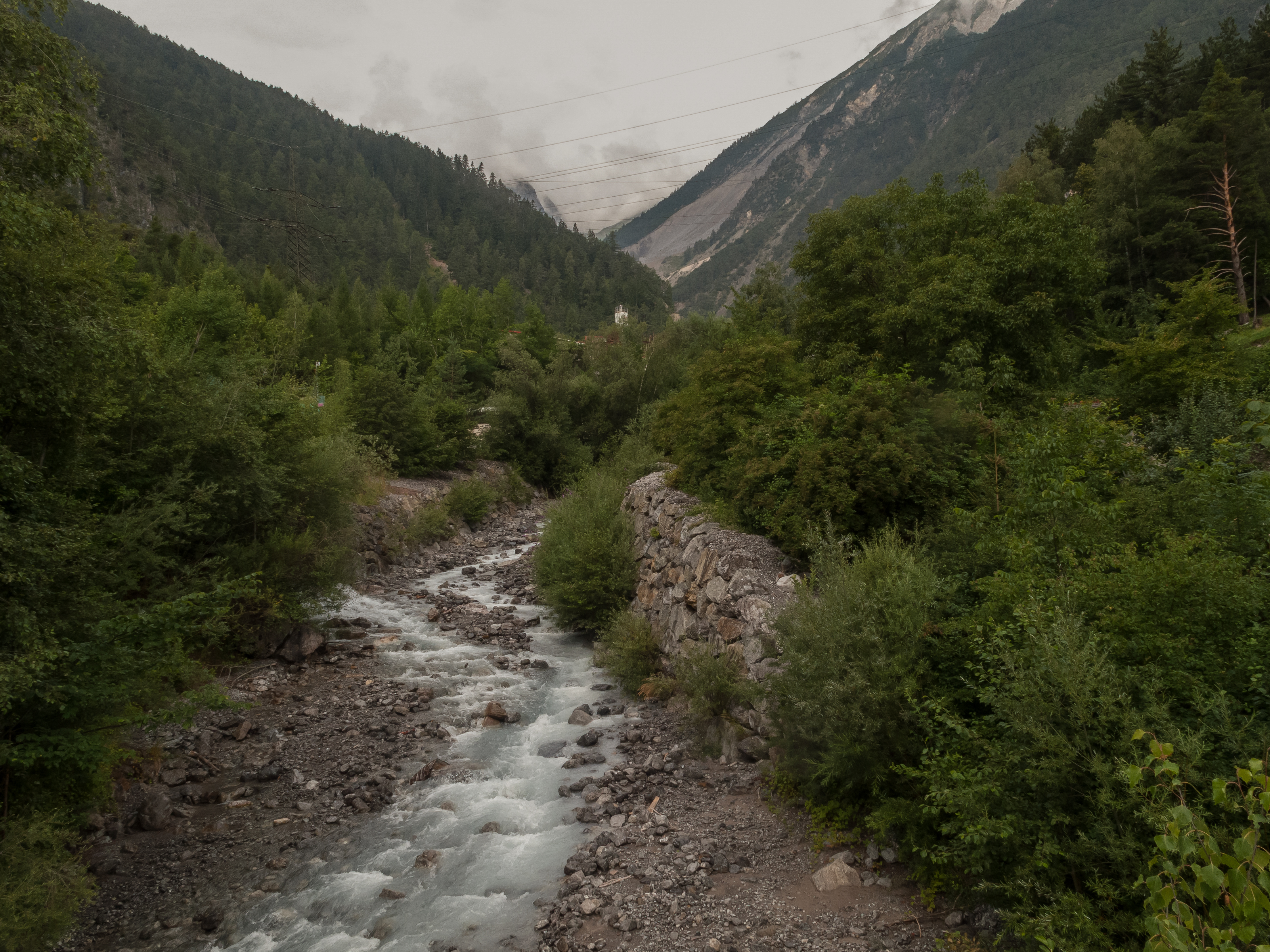
Près de Starkenbach, ruisseau
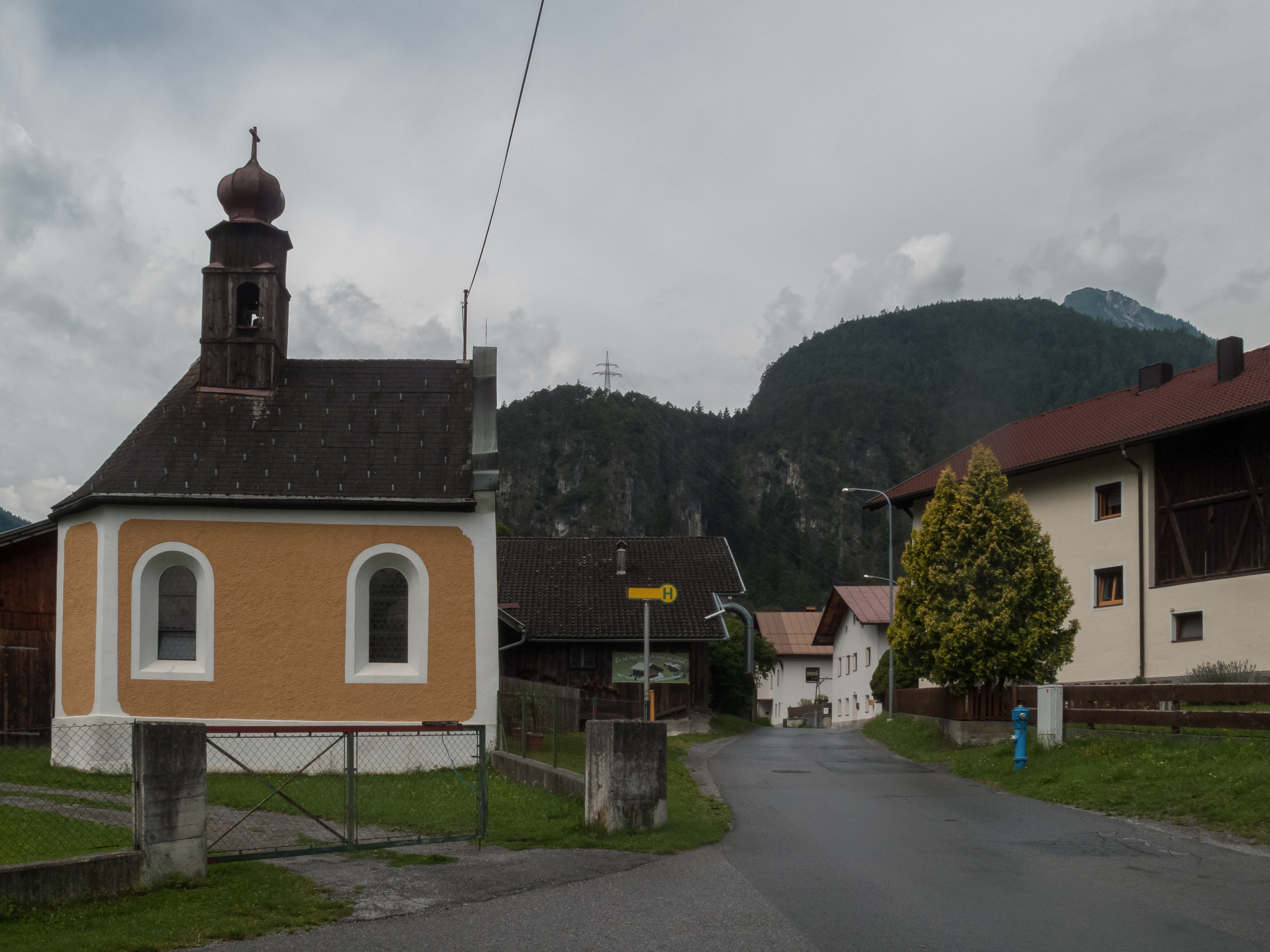
Starkenbach, chapelle: Kapelle Sankt Laurentius und Heilige Kreuz
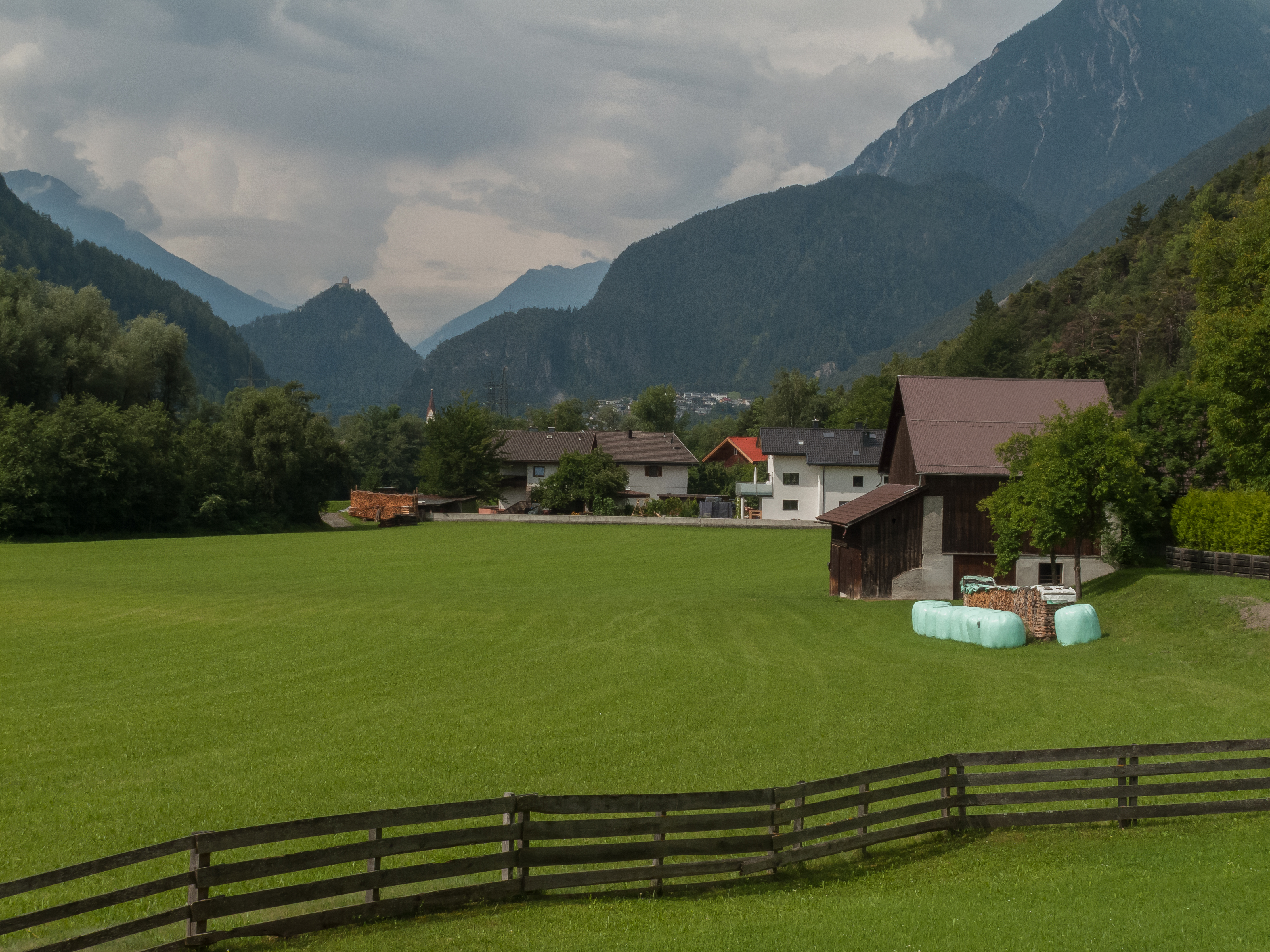
Grieshaus, vue sur le village